# زلین زد-۵۲۶
زلین زد-۵۲۶ (به انگلیسی: Zlín_Z_526) یک هواگرد ملخ‌پیشین تک‌موتوره از نوع ورزشی ساخت شرکت Zlin Aircraft است. هواگرد زلین زد-۵۲۶ نخستین پروازش را در ۱۹۵۹ میلادی انجام داد. در مجموع، تعداد ۱٬۴۰۰+ فروند از این هواگرد ساخته شده‌است.